# Wilbur Sweatman
Wilbur C. Sweatman (* 7. Februar 1882 in Brunswick, Missouri; † 9. März 1961 in New York) war einer der ersten Klarinettisten und Bandleader des Jazz.

## Leben und Wirken
Wilbur Sweatman begann seine Musikerkarriere in einer Zirkusband, bevor er um 1902 seine so genannten Pseudo Symphony Orchestras und Tanzbands leitete. Zunächst war Sweatmans Band eine Ragtime-Band. Doch mit dem Aufkommen des Jazz verstand er es, das Repertoire und die Spielweise zu ändern. So wurde er der womöglich erste afroamerikanische Bandleader der Jazz, von dem Aufnahmen gemacht wurden.

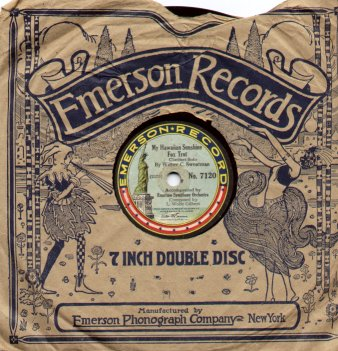
7-inch-Schallplatte von Wilbur Sweatman und einem Studiosinfonieorchester bei Emerson Records (1916) in ihrer Original-Papierhülle.

Im Dezember 1916 nahm er für Emerson Records auch seinen „Down Home Rag“ auf, der als eine der ersten Jazzeinspielungen auf Schallplatte gewertet wird. Aufgrund des Erfolgs von Gruppen wie der Original Dixieland Jass Band und dem Original Creole Orchestra änderte Sweatman 1917 den Stil und die Besetzung. Im April 1917 wurde er mit seiner neu formierten Jassband von der Pathé ins Studio eingeladen, um sechs Titel einzuspielen, die noch nahe am Ragtime waren, aber (vor allem in den Titeln „A Bag of Rags“ und „Joe Turner Blues“) improvisierte Teile des Klarinettisten Sweatman enthielten. Zwischen 1918 und 1920 holte ihn Columbia für weitere Aufnahmen.
Bedeutend ist er für den nachhaltigen Eindruck, den er und seine Band beim noch jugendlichen Duke Ellington hinterließen. Sweatman ist damit praktisch Vorbild für den späteren größten aller Bigband-Leader des Jazz gewesen. Mit Kunststücken wie dem Spiel auf drei Klarinetten auf einmal war er womöglich auch Vorbild für Rahsaan Roland Kirk.